# Dürbeck & Dohmen
Dürbeck & Dohmen ist ein deutsches Filmmusik-Komponisten- und Musikproduzentenduo. Es besteht aus René Dohmen und Joachim (Jumpel) Dürbeck. Ihre Studios befinden sich in Köln.

## Biografie
Die gemeinsame Zusammenarbeit begann Ende der 1980er Jahre in der Band „BONES“, die bei EMI Electrola zwei Studioalben und diverse Singles veröffentlichten. Seit ihrem 13. Lebensjahr sammelten René (Gitarre/Voc) und Jumpel (Drums/Keys) in verschiedensten Bands (von Punk bis Jazz) ihre Erfahrungen. Nach 400 Konzerten in Deutschland, den Niederlanden und dem Vereinigten Königreich löste sich die Band 1997 auf und René Dohmen und Joachim Dürbeck gründeten „Dürbeck & Dohmen“. Neben ausgefallenen Projekten (z. B. als „Kompressor“ mit Peter Hein) schrieben sie in den ersten Jahren hauptsächlich Musik für die Werbung (C&A, BOSCH, NOKIA). 2002 komponierten sie ihre erste Filmmusik für „Freitagnacht“ – ein Regieprojekt der KHM Köln unter Leitung von Wolfgang Becker. Bis heute schrieben sie über 100 Filmmusiken für Dokumentationen und Spielfilme.
Neben der Filmmusik sind beide in Soloprojekten tätig. René Dohmen spielt mit seiner Band „Drowning by Numbers“ live und veröffentlicht im Februar 2009 das Album „Lose Control“. Joachim Dürbeck veröffentlichte seit 2007 zahlreiche Alben bei dem australischen Label „Hidden Shoal“ unter dem Namen „Jumpel“.
Dürbeck & Dohmen sind Mitglieder der Deutschen Filmakademie.

## Stil
Die musikalische Bandbreite von Dürbeck & Dohmen reicht von minimalistischen Kompositionen, über Songs bis hin zu großen Orchester-Scores. In der Verbindung von elektronischer und klassischer Instrumentation, dem Markenzeichen des Komponisten-Duos, entstehen ebenso ungewöhnliche Instrumentationen wie innovative Arrangements.

## Auszeichnungen
- 2006: Goldene Palme des „Mostra de Valencia“-Filmfestivals für die „Beste Filmmusik“ (Mejor Musica) mit dem Kinofilm Magic Eye (Regie: Kujitm Cashku)
- 2008: Max-Ophüls-Preis für die „Beste Filmmusik“ mit dem Kinofilm Selbstgespräche (Regie: André Erkau)
- 2016: Deutsche Akademie für Fernsehen, Nominierung für die beste Filmmusik "Tatort: Kartenhaus"
- 2017: Deutscher Musikautorenpreis (Komposition Audiovisuelle Medien)
- 2022: Deutsche Akademie für Fernsehen, Sieger beste Filmmusik für ZERV – Zeit der Abrechnung

## Filmografie (Auswahl)
- 2002: Freitagnacht (Kinospielfilm)
- 2003: Was ich dir sagen wollte (Kurzfilm von Feyyaz)
- 2003: Mia Kurzfilm von Philipp Schäfer
- 2004: Notruf Dokuserie
- 2004: Feuer Kinospielfilm von Hardi Sturm
- 2004: Kippenberger – Der Film Dokumentarfilm von Jörg Kobel
- 2004: Todesstrafe für eine Lüge Dokumentarfilm von Peter F. Müller.
- 2004: Magic Eye Kinospielfilm von Kujtim Çashku
- 2005: Nachtasyl Fernsehfilm von Hardi Sturm
- 2006: Abenteuer Glück Dokumehrteiler von Annette Dittert
- 2006: 37 ohne Zwiebeln (Kurzfilm) André Erkau
- 2006: Sie hat sich benommen wie eine Deutsche Doku von Gert Monheim
- 2006: Der Gotteskrieger und seine Frau Doku von Gert Monheim
- 2007: Liebespfand Kurzfilm von Matthias Klimsa
- 2007: Absolution
- 2008: Up, Up to the Sky Kinospielfilm von Hardi Sturm
- 2008: Selbstgespräche Kinospielfilm von André Erkau
- 2008: Tatort: Auf der Sonnenseite Fernsehserie von Richard Huber
- 2009: Mama kommt! Fernsehfilm von Isabel Kleefeld
- 2009: Der verlorene Sohn Fernsehfilm von Nina Grosse
- 2009: Chandani und ihr Elefant Kino-Dokumentarfilm von Arne Birkenstock
- 2010: U.F.O. Fernsehfilm von Burkhard Feige
- 2010: Tatort: Vergissmeinnicht Fernsehserie von Richard Huber
- 2010: Anduni Kinospielfilm von Samira Radsi
- 2010: Kreutzer kommt Fernsehfilm von Richard Huber
- 2011: Arschkalt Kinospielfilm von André Erkau
- 2011: Holger sacht nix Fernsehfilm von Thomas Durchschlag
- 2012: Die Lottokönige Fernsehserie von Dominic Müller/WDR
- 2012: Wie Tag und Nacht Fernsehfilm von Sibylle Tafel
- 2012: Kreutzer kommt ins Krankenhaus Fernsehfilm von Richard Huber
- 2012: Stubbe – von Fall zu Fall Fernsehserie von Frauke Thielecke
- 2012: Unterwegs mit Elsa Fernsehfilm von Bettina Woernle
- 2013: Freier Fall Kinospielfilm von Stephan Lacant
- 2014: Der letzte Mentsch Kinospielfilm von Pierre-Henri Salfati
- 2014: Tatort: Wahre Liebe Fernsehserie von André Erkau
- 2014: Beltracchi – Die Kunst der Fälschung Kino-Dokumentarfilm von Arne Birkenstock
- 2014: Der MaMa Fernsehserie von Odeon TV / WDR
- 2014: Tatort: Der Irre Iwan, Regie: Richard Huber
- 2014: 10 000 000 000 Kino-Dokumentarfilm von Valentin Thurn
- 2014: Alleine war gestern Fernsehfilm von Dagmar Seume
- 2014: Erledigung einer Sache Kurzfilm
- 2015: Wir Monster Kinospielfilm von Sebastian Ko
- 2015: The secret life of me Kinospielfilm von Laurie Shiering und Ricardo De Los Rios
- 2015: Tatort: Schwanensee, Regie: André Erkau
- 2015: Die Füchsin: Dunkle Fährte, Regie: Samara Radsi
- 2015: Neid ist auch keine Lösung, Regie: Tobi Baumann
- 2015: Wolfsland: Ewig Dein Fernsehfilm von André Erkau
- 2015–2016: Matterns Revier, Fernsehserie
- 2016: Tatort: Kartenhaus, Regie: Sebastian Ko
- 2016: Tatort: Auf einen Schlag, Regie Richard Huber
- 2016: Tatort: Der König der Gosse
- 2017: Die Füchsin – Spur auf der Halde, Regie: Samira Radsi
- 2017: Tatort: Sturm, Regie: Richard Huber
- 2017: Toter Winkel, Regie: Stephan Lacant
- 2017: Die Nacht der Nächte, Regie: Yasemin Samderelli
- 2017: Tatort: Der wüste Gobi, Regie: Ed Herzog
- 2017: Zarah – Wilde Jahre, Serie, Regie: Richard Huber
- 2017: Lobbyistin, Serie, Regie: Sven Nagel
- 2017: Wo bist Du? Fernsehfilm, Regie: Stephan Lacant
- 2017: Fremde Tochter, Kinospielfilm, Regie: Stephan Lacant
- 2018: Hotel Heidelberg: Kinder, Kinder!
- 2018: Hotel Heidelberg: … Vater sein dagegen sehr
- 2017–2019: Lammerts Leichen, Kurzfilmserie, Regie: Ralf Husmann
- 2018: Tatort: Déjà-vu, Regie: Dustin Loose
- 2018: Tatort: Der kalte Fritte, Regie: Titus Selge
- 2018: Für meine Tochter, Regie: Stephan Lacant
- 2018: Tatort: Die robuste Roswita, Regie: Richard Huber
- 2018: Tatort: Treibjagd, Regie: Samira Radsi
- 2018: Die Füchsin – Spur in die Vergangenheit
- 2018: Tatort: Inferno
- 2018: Tatort: Der höllische Heinz
- 2019: Die Füchsin – Schön und tot
- 2019: Die Füchsin – Im goldenen Käfig
- 2019: Zielfahnder – Blutiger Tango, Regie: Stephan Lacant
- 2019: Friesland – Asche zu Asche, Regie: Sven Nagel
- 2019: Friesland – Hand und Fuß, Regie: Isabel Prahl
- 2019: Hotel Heidelberg: … Wer sich ewig bindet
- 2019: Hotel Heidelberg: Wir sind die Neuen
- 2020: Tatort: Die Zeit ist gekommen
- 2020: Lang lebe die Königin (Fernsehfilm)
- 2020: Tatort: Der letzte Schrey
- 2021: Tatort: Der feine Geist
- 2021: Die Füchsin: Treibjagd
- 2021: Die Füchsin: Romeo muss sterben
- 2021: Die Wespe, Sky Original
- 2021: Die Saat
- 2021: Die Bilderkriegerin – Anja Niedringhaus
- 2022: ZERV – Zeit der Abrechnung (Miniserie)
- 2022: Tatort: Marlon
- 2022: Tatort: Das Mädchen, das allein nach Haus’ geht
- 2022: Die Füchsin: Alte Sünden
- 2022: Die Füchsin: Game Over
- 2022: Der Überfall
- 2022: Tatort: Du bleibst hier
- 2022: Olaf Jagger
- 2022: Kalt
- 2022: Polizeiruf 110: Daniel A.
- 2023: Ostfrieslandkrimi – Ostfriesenschwur
- 2023: Tatort: Love is Pain
- 2023: Morin (Fernsehfilm)
- 2023: Ostfrieslandkrimi – Ostfriesenfluch
- 2023: Der neue Freund
- 2024: Bauchgefühl (Serie)
- 2024: Ohne jede Spur – Der Fall Nathalie B.
- 2024: Marie fängt Feuer – Aufbruch ins Ungewisse
- 2024: Marie fängt Feuer – Neuanfänge
- 2024: Marie fängt Feuer – Herz über Kopf
- 2024: Marie fängt Feuer – Hitzewelle
- 2025: Ohne jede Spur – Der Fall der Nathalie B. (Fernsehfilm)
- 2025: Marie fängt Feuer – Verschüttet
- 2025: Marie fängt Feuer – Vergeben und Vergessen
- 2025: Marie fängt Feuer – Brüder
- 2025: Die Nichte des Polizisten (Fernsehfilm)